# Maria Petyt
Maria Petyt (1623-1677) (Marie de Sainte Thérèse) est une laïque du Tiers-Ordre carmélitain. Mystique flamande et écrivaine, ses écrits empreints de spiritualité mariale s'intègrent dans le cadre de la Réforme de Touraine du Carmel qui a eu lieu en France au XVIIe siècle.

## Biographie

### Enfance
Maria Petyt  est née à Hazebrouck le 1er janvier 1623 dans la partie française des Flandres. Ses parents ont un magasin de vente de tissus. Ils sont très pieux et pratiquent assidûment la charité envers les plus pauvres (partageant leurs biens, distribuant des soupes aux plus pauvres, leur porte est ouverte aux malades et aux nécessiteux). Sa famille est frappée de nombreux drames familiaux : deux de ses sœurs décèdent encore bébé, une autre décède alors qu'elle n'est qu'adolescente. Son demi-frère Ignace se noie.
À 8 ans, Maria est touchée par la variole qui la défigure en lui laissant de nombreuses marques au visage. Malgré ces épreuves elle reste une enfant enthousiaste, pleine d'esprit et joyeuse.
Lors de la préparation à sa première communion en 1633, elle fait le vœu, secrètement, d'entrer dans les ordres et de se consacrer à Dieu.

### Entrée dans les ordres
En 1640, elle s'installe à Gand, où elle vit un temps dans un couvent des sœurs Augustines, mais des problèmes de vue l'empêchent de s'engager dans cet ordre. 
Elle entre alors dans le Tiers-Ordre carmélitain et prend le nom Marie de Sainte Thérèse. En 1642, elle entre au béguinage de Gand dirigé par le P. Gabriel et prononce les vœux d'obéissance et de chasteté. En 1646, la direction du béguinage est confiée au père Carme Michel de saint Augustin, qui devient son directeur spirituel.
Jan van Ballaert (ou Michael de saint Augustin) remarquant son cheminement spirituel et des grâces mystiques l'invite à se retirer dans un lieu plus solitaire. 
En octobre 1657 elle part s'installer au béguinage de Malines près de l'église des Carmes où elle mène une vie solitaire. 
Elle lit de nombreux ouvrages spirituels tels que les écrits de Jean de la Croix, Thérèse d'Avila, Jean de Ruisbroek, Eckhart, Jean Tauler. 
En 1659, Maria fait profession et prononce les trois vœux (pauvreté, obéissance et chasteté).
En 1677 Maria est atteinte d'une maladie mortelle, elle survit mais reste très faible jusqu'à son décès le 1er novembre 1677.

### Ses écrits
Jan van Ballaert (alias Michael de saint Augustin) qui était son directeur spirituel, lui a demandé de rédiger un mémoire de ses expériences spirituelles et mystiques. Quinze ans avant sa mort, elle rédige une autobiographie.
Après la mort de Maria Petyt, l'ouvrage a été publié et il est connu sous le titre (abrégé) de La vie de Marie Petyt.
Elle a également écrit des lettres à son directeur spirituel (Michael de saint Augustin) qui ont également été publiées avec ses autres écrits (ces écrits ont été récemment réédités).
Ses écrits et sa spiritualité sont empreints d'une forte dévotion mariale. Ses écrits et sa spiritualité se situent dans le cadre de la Réforme de Touraine, qui eut lieu en France et demeura rattachée à la branche originelle du Carmel (Grands carmes).

### Sa tombe
Après son décès, elle est enterrée à Malines. Le béguinage est fermé lors de la Révolution française, puis détruit en 1804. La tombe de Maria Petyt est alors ouverte mais elle est trouvée vide. Certains supposent que les Carmes avaient enterré son corps en un autre lieu pour raison de sécurité (risque épidémique). La localisation exacte de sa tombe n'a pas été retrouvée.

### Béatification
Maria Petyt a été déclarée « vénérable » par l'Église catholique,. Elle est également considérée comme une mystique de l'Ordre du Carmel

## Citations
« Le maternel amour et les faveurs de cette douce Mère pour nous se manifestent maintenant avec tant d'éclat et d'évidence qu'il ne peut y avoir à ce sujet la moindre arrière-pensée ni le moindre soupçon d'illusion ou d'un mélange quelconque de sentiments d'ordre naturel. Elle m'a prise sous sa maternelle conduite et direction, pareille à la maîtresse d'école qui conduit la main de l'enfant pour lui apprendre à écrire. Tandis qu'il écrit, cet enfant ne bouge pas la main que son professeur ne la dirige et guide ; et l'enfant se laisse mouvoir et guider par la main du maître. »

.

« Je me trouve de même entièrement placée sous l'autorité de cette très douce Mère, qui me conduit et me dirige ; et mon regard demeure sans cesse fixé sur Elle afin de faire en toutes choses ce qui lui plaît le plus et ce qu'Elle veut. Et Elle daigne aussi me montrer clairement, me faire comprendre et connaître ce qu'Elle désire en telle ou telle circonstance, qu'il s'agisse de faire une chose ou de ne pas la faire. Il me serait pour ainsi dire impossible d'agir autrement, du fait qu'Elle demeure presque sans interruption en face de mon âme, m'attirant de si aimable et maternelle façon, me souriant, me stimulant, me conduisant et m'instruisant dans le chemin de l'esprit et dans la pratique de la perfection des vertus. De la sorte, je ne perds plus un seul instant le goût de sa présence à côté de celle de Dieu. Cette vue et représentation intellectuelle, n'entraînant aucun élément grossier, n'introduit dans l'âme ni multiplicité aucune, ni moyens médiats ; mais cela se passe au contraire dans une très tranquille simplicité. »